# Armen Ananjan
Armen Ananjan (orm. Արմեն Անանյան, ur. 1896 we wsi Pogos-Kilisa w guberni erywańskiej, zm. 18 grudnia 1958 w Erywaniu) – radziecki polityk.

## Życiorys
W 1914 pracował jako korespondent gazety "Mszak" ("Robotnik") w Persji i Imperium Osmańskim, od września 1914 do grudnia 1918 służył w rosyjskiej armii, w lutym 1919 został członkiem RKP(b). Od maja 1919 prowadził podziemną działalność komunistyczną w guberni tyfliskiej, później został instruktorem rejonowego komitetu RKP(b) w Tyflisie Tbilisi, w 1920 pracował w Baku, gdzie został kierownikiem działu inspekcji robotniczo-chłopskiej Rady Bakijskiej. Od stycznia do października 1921 kierował powiatowym oddziałem inspekcji robotniczo-chłopskiej w Lorri, od października 1921 do czerwca 1922 uczył się na kursach przy Uniwersytecie Komunistycznym im. Jakowa Swierdłowa, od lipca 1922 do września 1925 był sekretarzem odpowiedzialnym kolejno dwóch Komitetów Powiatowych Komunistycznej Partii (bolszewików) Armenii, od października 1925 do czerwca 1926 słuchaczem kursów powiatowych sekretarzy partyjnych przy KC RKP(b)/WKP(b). Od lipca 1926 do marca 1927 był instruktorem odpowiedzialnym KC KP(b)A, potem instruktorem odpowiedzialnym CIK ZFSRR, od września 1927 do 1929 i ponownie od marca 1930 do lutego 1931 sekretarzem odpowiedzialnym Komitetu Miejskiego KP(b)A w Leninakanie (obecnie Giumri), a od 1929 do lutego 1930 przewodniczącym Komitetu Wykonawczego Leninakańskiej Rady Okręgowej. Od 18 lutego 1931 do 23 kwietnia 1933 był przewodniczącym CIK Armeńskiej SRR i jednocześnie od 27 lutego 1931 do 15 stycznia 1935 przewodniczącym CIK ZFSRR, od 17 kwietnia 1933 do stycznia 1934 ludowym komisarzem rolnictwa i jednocześnie wiceprzewodniczącym Rady Komisarzy Ludowych Armeńskiej SRR, a od stycznia do maja 1934 II sekretarzem Komitetu Miejskiego KP(b)A w Erywaniu. Od maja 1934 do kwietnia 1937 był I sekretarzem rejonowego komitetu KP(b)A w Nowo-Bajazecie (obecnie Gawarr), a od 23 marca do października 1937 ludowym komisarzem gospodarki komunalnej Armeńskiej SRR.
W styczniu 1938 został aresztowany podczas wielkiego terroru i wykluczony z partii, w czerwcu 1939 skazany, pracował w łagrze, gdzie do grudnia 1947 był kierownikiem warsztatu w jednym z punktów obozowych w miejscowości Swobodnyj w obwodzie amurskim. Od stycznia do grudnia 1948 był kierownikiem warsztatu w fabryce obuwia we wsi Kanawer w Armeńskiej SRR, w grudniu 1948 został ponownie aresztowany i zesłany do Kazachskiej SRR, pracował w arteli jako kierownik sekcji gospodarczej w obwodzie dżambulskim, później kierownik arteli inwalidów w Dżambule. We wrześniu 1954 przeszedł na emeryturę, 12 grudnia 1954 przywrócono mu członkostwo w partii.